# Novi Kurlak
Novi Kurlak (en rus: Новый Курлак) és un poble de l'óblast de Vorónej, a Rússia, segons el cens del 2010 tenia 585 habitants.